# Markus Villig
Markus Villig (17 dicembre 1993) è un imprenditore estone, conosciuto per essere il fondatore della società di mobilità in sharing Bolt.

## Biografia
Dopo aver terminato il liceo a Tallinn nella primavera del 2013, Villig ha iniziato a lavorare allo sviluppo iniziale di Taxify, che successivamente cambierà nome in Bolt. Con un prestito di 5.000 euro da parte della sua famiglia, è riuscito a creare il primo prototipo dell'app reclutando personalmente autisti per le strade di Tallinn.
Nel settembre 2013 si è iscritto all'Università di Tartu per studiare informatica, ma alla fine del primo semestre lascia gli studi per dedicarsi a tempo pieno allo sviluppo di Taxify.
Villig ha ricevuto numerosi riconoscimenti per i suoi successi nella professione di imprenditore. Nel 2016 è stato indicato come il più giovane CEO nella lista Forbes dei 30 under 30 nei Paesi Baltici e ha anche ricevuto il premio presidenziale come miglior giovane imprenditore in Estonia. Inoltre, nel 2018, è stato premiato come Imprenditore estone dell'anno da EY al World Entrepreneur of the Year Business Forum. Inoltre, è stato nominato Imprenditore dell'anno dal quotidiano nazionale estone Äripaev nel 2022.
Nel novembre 2022, Villig è stato nominato partner del Ministero degli affari esteri in Estonia, che premia le persone che sostengono gli interessi di politica estera del paese, per il suo contributo nel sostenere l'Ucraina in seguito alla sua invasione da parte della Russia.